# Posibles futuros; Cuentos de ciencia ficción
Posibles futuros; cuentos de ciencia ficción es una antología de cuentos de ciencia ficción de Costa Rica publicado en el 2009 por la Editorial de la Universidad Estatal a Distancia, una de las mayores editoriales de Centroamérica.
Los autores que participaron en la antología son Laura Casasa Núñez, Antonio Chamu, Jessica Clark Cohen, Iván Molina Jiménez y Laura Quijano.